# Francesco Clemente

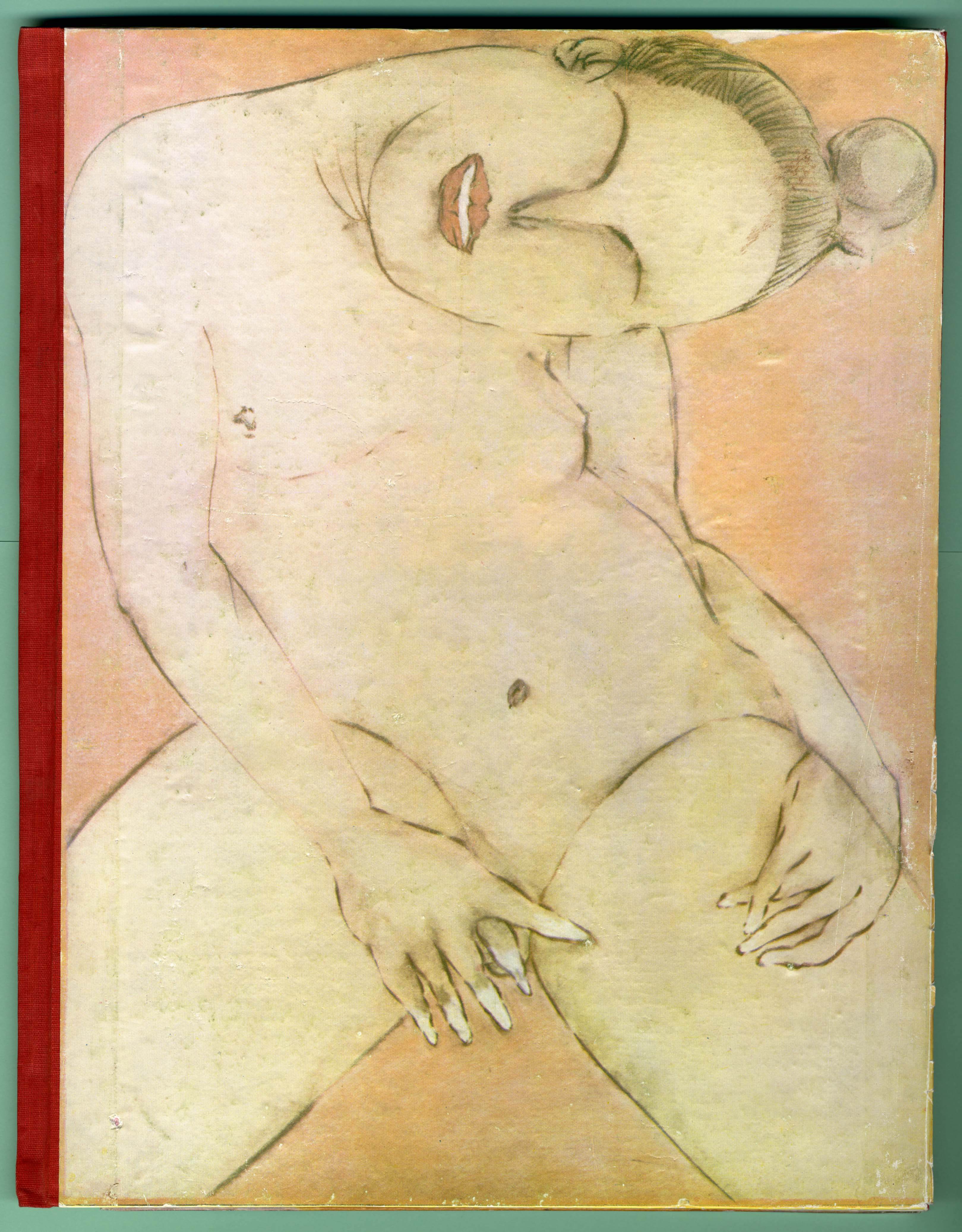
Boekomslag van Francesco Clemente Pinxit, 1981

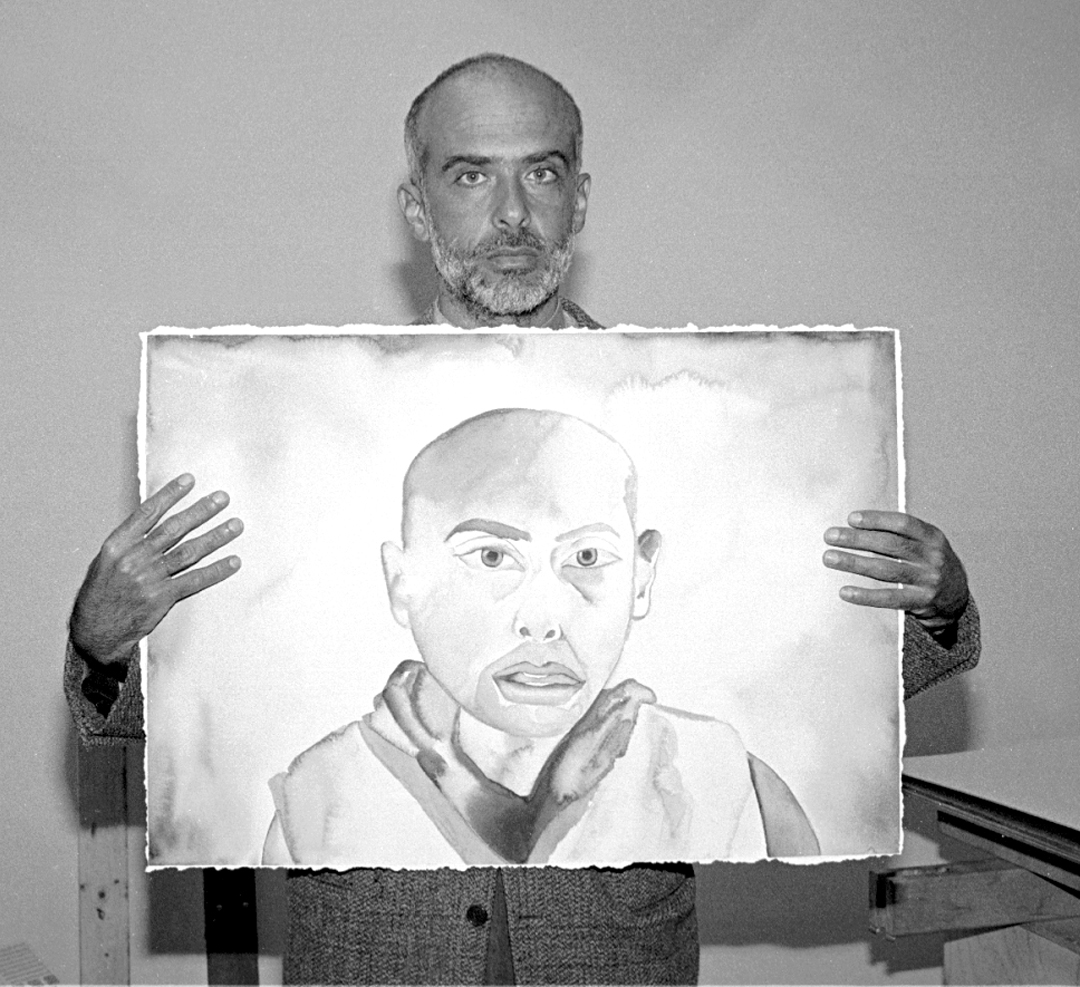
Met zelfportret, San Francisco, 1991

Francesco Clemente (Napels, 23 maart 1952) is een Italiaanse kunstenaar. Hij heeft in Italië, India en New York gewoond en gewerkt. Een deel van zijn werk is beïnvloed door de traditionele kunst en cultuur van India. Hij heeft gewerkt met verschillende media, waaronder tekenen, fresco's, grafische kunst, mozaïek, olieverf en beeldhouwkunst. Hij behoorde tot de Italiaanse Transavanguardiabeweging van de jaren tachtig, samen met zijn landgenoten Enzo Cucchi, Mimmo Paladino, Nicola De Maria en Sandro Chia.

## Biografie
Clemente werd in 1952 geboren in Napels. In 1970 schreef hij zich in aan de faculteit architectuur van de Sapienza, de universiteit van Rome. In Rome kwam hij in contact met kunstenaars als Luigi Ontani en Alighiero Boetti, die ongeveer tegelijkertijd naar de stad waren gekomen, en ook met de Amerikaan Cy Twombly, die daar woonde. Boetti, die tien jaar ouder was, werd zowel een vriend als een mentor; in 1974 bezochten ze samen Afghanistan. Met Ontani gaf Clemente performances in de Galleria L'Attico. Ondanks zijn nauwe betrokkenheid bij de kunstenaars van de Arte Povera -beweging en zijn interesse in anderen, zoals Pino Pascali en Michelangelo Pistoletto, gaf Clemente er de voorkeur aan om op papier te werken. Hij maakte inkttekeningen van dromen en herinneringen uit zijn jeugd en in 1971 exposeerde hij in zijn eerste solotentoonstelling collages in de Galleria Giulia in Rome.
In 1973 bracht Clemente de eerste van vele bezoeken aan India. Hij richtte een studio op in Madras en raakte geïnteresseerd in zowel de religieuze en volkstradities van India als in de traditionele kunst en het handwerk van het land. In 1976 en 1977 bezocht hij de bibliotheek van de Theosophical Society of Madras om daar de religieuze teksten te bestuderen. In 1980 en 1981 werkte hij aan Francesco Clemente Pinxit, een serie van vierentwintig gouaches op antiek handgeschept lompenpapier, in samenwerking met miniatuurschilders uit Orissa en Jaipur.  In 1982 verhuisde hij naar New York.

## Werk
Het werk van Clemente is veelvuldig tentoongesteld. Zijn vroege grote doeken, geschilderd in 1981 en 1982, werden in 1983 tentoongesteld in de Whitechapel Gallery in Londen en daarna in Duitsland en Zweden. In 1986 organiseerde het John and Mable Ringling Museum of Art in Sarasota, Florida, een reizende tentoonstelling van zijn werk. Clemente nam deel aan de Biënnale van Venetië in 1988, 1993, 1995 en 1997; aan de documenta in Kassel in 1992 en 1997; en aan de Whitney Biënnale in 1997. Solotentoonstellingen werden onder andere gehouden in het Philadelphia Museum of Art in 1990; in de Royal Academy of Arts in Londen in 1991 en in het Irish Museum of Modern Art in Dublin in 2004.
In 1998 werd zijn werk gebruikt in de film Great Expectations, geregisseerd door Alfonso Cuarón.
Het best verkochte schilderij van de kunstenaar was The Fourteen Stations, No. XI (1981-1982), dat op 9 mei 2022 voor $ 1.860.000 werd verkocht bij Christie's New York.